# Rede Aleluia
Rede Aleluia é uma rede de rádio brasileira com sede no município de São Paulo, SP. A rede é pertencente à Igreja Universal do Reino de Deus e foi fundada em 6 de junho de 1998.
Possui uma programação voltada ao público evangélico e transmite músicas cristãs nacionais e internacionais, além de mensagens religiosas, programas informativos e jornalísticos exibidos por todas as emissoras componentes da rede, sendo o principal deles o Palavra Amiga do Bispo Macedo, que é reprisado várias vezes ao longo do dia. Possui 78 emissoras, entre próprias e alugadas. Segundo a pesquisa da Target Marketing, a Rede Aleluia é a maior da América Latina, e entre as mais ouvidas do Brasil que cobre 75% do território nacional.

## História
A partir do final dos anos 1980, a Igreja Universal do Reino de Deus iniciou a compra de diversos veículos de comunicação para fazer divulgação própria. Até o ano de 1996, a igreja já havia comprado emissoras AM e FM no Rio de Janeiro, São Paulo, Belo Horizonte, Brasília, Salvador, Fortaleza, Curitiba, Ilhéus, Recife e Ribeirão Preto. Neste ano, começa a ser implantada a iniciativa de lançar uma rede de rádios com programação evangélica, a partir da aquisição da Scalla FM da Rádio Diário do Grande ABC S/A de São Paulo (até então, a programação da IURD era transmitida somente no AM).

## Troféu Talento
A Rede Aleluia realizava anualmente o Troféu Talento desde 1995, na época sob o nome Troféu FM 105 e atualmente é considerado como a maior premiação de música gospel nacional do Brasil.
Trata-se de um evento onde se é premiado cantores e bandas de músicas cristãs nos mais variados estilos musicais como black, louvor, pop, rap e rock. A escolha é feita pelo público, através de votação pelo telefone ou pela internet, onde o público opta entre os que foram indicados ao troféu.